# Селихов, Ким Николаевич
Ким Николаевич Селихов (23 октября 1929 — 29 февраля 1988 или 1988) — советский хозяйственный, государственный и политический деятель.

## Биография
Родился в Орле 23 октября 1929 года.
Окончил литературный факультет Орловского государственного педагогического института. Член КПСС с 1949 года. С 1952 года — на хозяйственной, общественной и политической работе. В 1952—1988 гг. — секретарь комитета ВЛКСМ пединститута, секретарь Орловского обкома ВЛКСМ, первый секретарь Орловского городского комитета ВЛКСМ, главный редактор журнала «Комсомольская жизнь», член правления Общества советско-афганской дружбы, первый заместитель оргсекретаря правления Союза писателей СССР Юрия Верченко.
Лауреат премии КГБ СССР в 1984 г. Член СП СССР с 1977 года.

Могила на Кунцевском кладбище

Умер в Москве 29 февраля 1988 года. Похоронен на Кунцевском кладбище (уч. 10).

## Сочинения
- Здравствуй, Артек! Киев, 1962. В соавт. с С. А. Фуриным;
- По следам джи-ай. М., 1975;
- Всегда в строю: 414 (Раздумья о поэзии М. Луконина). М., 1976. (Б-ка «Огонек»; № 51);
- На Красной площади парад. М., 1976. В соавт. с Ю. И. Дерюгиным;
- Это случилось у моря: Приключ. повесть. М., 1978;
- Необъявленная война: Записки афганского разведчика. М., 1983[2].